# Acronicta cavillatrix
Acronicta cavillatrix là một loài bướm đêm trong họ Noctuidae.